# Бланкет (Тексас)
Бланкет (енгл. Blanket) град је у америчкој савезној држави Тексас. По попису становништва из 2010. у њему је живело 390 становника.

## Демографија
Према попису становништва из 2010. у граду је живело 390 становника, што је 12 (3,0%) становника мање него 2000. године.
| Група             | 2000.       | 2010.       |
| Белци             | 355 (88,3%) | 330 (84,6%) |
| Афроамериканци    | 4 (1,0%)    | 1 (0,3%)    |
| Азијати           | 0 (0,0%)    | 0 (0,0%)    |
| Хиспаноамериканци | 37 (9,2%)   | 49 (12,6%)  |
| Укупно            | 402         | 390         |